# Elecció papal de 1145

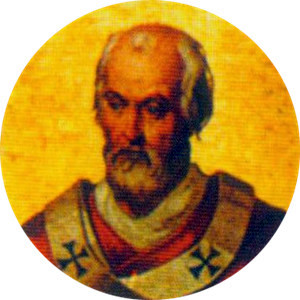
Retrat d'Eugeni III.

L'elecció papal de 1145 va seguir la mort del papa Luci II i acabà amb l'elecció del Papa Eugeni III, el primer papa de l'Orde del Cister.
El Papa Luci II, durant tot el seu pontificat, va haver de fer front a la comuna de Roma, hostil cap al govern secular dels papes a la Ciutat Eterna. El bàndol republicà escollí Giordano Pierleoni, germà de l'ex antipapa Anaclet II, per al càrrec de senador, i va exigir que Luci renunciar a tot el poder temporal. El Papa s'hi va negar i va portar al petit exèrcit contra la seu de la comuna al Congrés. Va ser derrotat i greument ferit en aquest atac, i va morir el 15 de febrer de 1145 a l'església de S. Gregori.
Els cardenals presents a Roma ràpidament es van reunir a l'església de San Caesareo de Appia i el mateix dia van escollir per unanimitat com a nou papa a Bernat de Pisa, alumne de Sant Bernat de Claravall, que era abat del monestir cistercenc de S. Anastasio alle Tre Fontane, proper a Roma i, probablement, no pertanyia al Col·legi de Cardenals. Si bé el cardenalat de Bernat es testifica en algunes cròniques contemporànies, hi ha dubtes per la manca d'altres proves documentals, en particular del silenci del Liber Pontificalis i els documents oficials papals. Diversos estudiosos com Bernhardi, Brixius i Zenker conclouen que en realitat fou promogut al cardenalat, tot i que Horn ho rebutja. L'escollit va prendre el nom d'Eugeni III. A causa de l'hostilitat del poble romà, la seva consagració va tenir lloc a l'Abadia de Farfa el 18 de febrer de 1145.
Probablement hi havia 40 cardenals en el Sacre Col·legi de Cardenals al febrer de 1145. Així ho afirmen Brixius i Horn, tot i que Zender els corregeix en una cosa: el bisbe Rodolfo d'Orete fou exclòs perquè no era cardinal en aquell moment. El cardenal elegit no està llistat entre els cardenals, però Brixinus indica que ho era. Segons l'estudi de les subscripcions de les butlles papals del 1145 i la comprovació de les dates amb les missions externes dels cardenals, es pot establir que els cardenals participants en l'elecció no van ser més de 34. Tretze dels electors foren creats pel papa Innocenci II, nou per Celestí II, onze per Luci II, un per Calixt II i un per Pasqual II.